# I, Robot...You, Jane
I, Robot...You, Jane (Yo Robot... tú Jane en España y América Latina) es el octavo episodio de la primera temporada de la serie de televisión estadounidense Buffy, la cazavampiros. El episodio fue escrito por los guionistas Ashley Gable y A. Swyden., y dirigido por Stephen Posey.

## Argumento
En 1418 en Cortona (Italia) un demonio llamado Moloch el Corrupto controla la mente de un hombre joven y luego le rompe el cuello. Mientras tanto, un grupo de monjes conjuran un hechizo para atrapar a Moloch en un libro. El hechizo hace efecto y Moloch es lentamente succionado por el libro, apareciendo palabras en él al mismo tiempo. El libro se encierra en una caja y ésta es sellada.
En el Instituto, Buffy abre la caja y saca el libro. La señorita Calendar, profesora de informática, ayuda a Giles a escanear libros para guardarlos en los ordenadores junto con otros estudiantes llamados Fritz y Dave. El libro de Moloch se encuentra en la montón de Willow, quien se queda en la biblioteca hasta tarde para escanear algunos libros más. Cuando Willow se aleja de la pantalla tras escanear el libro de Moloch, en la pantalla aparecen las palabras «¿Dónde estoy?».
Más tarde esa semana, Buffy nota que Willow se comporta de manera extraña. Willow dice haber conocido a un chico llamado Malcom a través de Internet. Buffy se preocupa y va a pedir ayuda a Dave, pero este le dice que la deje en paz. Buffy encuentra sospechosa esta actitud y decide averiguar qué ocurre. Sigue a Dave hasta un edificio que supuestamente lleva cerrado mucho tiempo, aunque dentro hay personas trabajando.
En la clase de informática, Willow conversa con Malcolm a través del ordenador, pero termina rápidamente la conversación cuando él menciona a Buffy: Willow no le había contado nada de eso. Cuando Buffy va a buscarla, Dave le dice que Willow la está esperando en el baño de las chicas. Pero el que está en el baño es Fritz, que prepara una trampa para Buffy, poniendo cables eléctricos en una ducha para que electrocutarla. Dave consigue avisar a Buffy y cuando vuelve a la clase le dice a Moloch que no hará más trabajos sucios, a lo que este le responde escribiendo una nota de suicidio: Fritz también está en la habitación, listo para matar a Dave.
Cuando Buffy va a hablar con Dave encuentra su cuerpo ahorcado junto con la nota de suicidio. En la biblioteca, Giles se da cuenta de lo que pasa mientras Buffy descubre la relación entre Moloch y Malcolm. Ella y Xander corren a salvar a Willow pero llegan demasiado tarde: Fritz llegó antes, la dejó inconsciente y se la llevó al edificio abandonado. Moloch, que ahora se encuentra dentro de un robot hecho por sus seguidores, mata a Fritz y se dispone a matar a Willow cuando rehúsa unirse a sus filas. Buffy y Xander llegan justo a tiempo, pelean y Willow logra escapar.
Mientras tanto, en la biblioteca Giles pide ayuda a Jenny Calendar para detener a Moloch. Ésta revela estar al tanto de todos los acontecimientos sobrenaturales que suceden en Sunnydale y Giles le dice que Buffy es la Cazavampiros. Intentan crear un círculo de energía a través del ordenador que permita detener al demonio. El hechizo funciona, pero en lugar de devolverlo al libro lo atrapa en su cuerpo de robot. Moloch enfurece y ataca a Buffy. Willow la salva golpeando al robot con un extintor. Finalmente Buffy logra engañarlo para que golpee a un cuadro eléctrico. Moloch hace un cortocircuito y su cuerpo robot explota.
De regreso en la escuela Buffy y Xander tratan de animar a una angustiada Willow que esta triste por haberse interesado en un demonio. Sus amigos la apaciguan sacando a luz que ni ellos pudieron resistirse a los encantos de criaturas de la noche: Angel y la señorita Natalie French respectivamente. Al analizarlo con más calma los chicos finalmente quedan envueltos en un apagado silencio.

## Actores

### Personajes principales
- Sarah Michelle Gellar como Buffy Summers.
- Nicholas Brendon como Xander Harris .
- Alyson Hannigan como Willow Rosenberg.
- Charisma Carpenter como Cordelia Chase (acreditada pero no aparece).
- Anthony Stewart Head como Rupert Giles.

### Apariciones especiales
- Robia LaMorte como Jenny Calendar.
- Chad Lindberg como Dave.
- Jamison Ryan como Fritz.
- Pierrino Mascarino como Thelonius.
- Edith Fields como School Nurse.

### Personajes secundarios
- Mark Deakins como Moloch (voz).
- Joss Whedon como Newscaster (voz)(sin acreditar).

## Producción
El episodio alcanzó una nota de 2.3 en Nielsen en su estreno.